# Peter Ollerton
Peter Ollerton (1951. május 20. – ) angol születésű ausztrál válogatott labdarúgó.

## Pályafutása

### Klubcsapatokban
Pályafutása során többek között a Fleetwood Town, a Ringwood City, az APIA Leichhardt, a South Melbourne, a Marconi Stallions, a Footscray JUST, a Preston Makedonia és a Croydon City Arrows csapataiban játszott.   

### A válogatottban
1974 és 1977 között 26 alkalommal szerepelt az ausztrál válogatottban és 11 gólt szerzett.  Részt vett az 1974-es világbajnokságon, ahol az ausztrálok három csoportmérkőzését – az NSZK és Chile ellen csereként lépett pályára.